# テック3
テック3（Tech 3）は現在ロードレース世界選手権に参戦するフランスのレーシングチーム。MotoGPクラスでは2018年までヤマハ、2019年よりKTMのサテライトチームとして活動している。

## チームの経歴
1989年、元GPライダーのエルベ・ポンシャラル、エンジニアのギー・クーロン 、Bernard Martignac の3人によって設立された。チーム名の " テック " ( Tech )は、当時平忠彦のスポンサーに就いていた資生堂TECH21の語感をポンシャラルが気に入ったことから名付けられ、" 3 " はポンシャラル・クーロン・Martignacの3人(設立当初はチームメンバーはこの3人だけだった)にちなんでいる。
1990年よりドミニク・サロンをライダーに250ccクラスに参戦を開始し、当初はホンダやスズキのマシンを使用していたが、YZR250と中野真矢を起用した1999年からチームはヤマハと提携し、ワークスチームとして活動することになった。翌2000年には所属ライダーのオリビエ・ジャックと中野真矢がそれぞれシリーズ1位、2位を獲得する大活躍を見せた。
2001年にはジャック、中野と一緒に500ccクラスにステップアップし、YZR500で最高峰クラスを戦うことになった。中野はランキング5位で、ルーキー・オブ・ザ・イヤーを獲得。ジャックは15位で終わる。また、この年以降の待遇はサテライトチームとなった。
2002年　体制は昨シーズンと同じ、中野・ジャック。シーズンの終盤、第14戦マレーシアGPから、新たに4ストロークマシンのYZR-M1が供給されるようになった。ジャックはランキング10位。中野はランキング11位で終了。
2003年　ジャックは継続。中野は同じヤマハ系のダンティンへ移籍。代わりにホンダ系のチームポンスからアレックス・バロスが加入。バロスはランキング9位。ジャックは12位。
2004年　ライダーを一新。ワークスヤマハよりマルコ・メランドリが。そして1年間の浪人生活を経て、阿部典史が加入する。またマシンカラーも、昨年のワークスがフォルトゥナでテック３がゴロワーズだったものが、ワークスのバレンティーノ・ロッシ、テック３の阿部がゴロワーズ。ワークスのカルロス・チェカとテック３のマルコ・メランドリがフォルトゥナといった、変則的なシーズンとなった。ランキングはメランドリが12位。阿部が13位と振るわなかった。
2005年　ライダーを一新。前年ルーキー・オブ・ザ・イヤーを獲得したルーベン・チャウスと、前年250ccランキング4位のトニ・エリアスの２人のスペイン人となる。またマシンカラーは昨年の変則的なものから、フォルトゥナに改められた。ランキングはエリアスが12位で、ルーキー・オブ・ザ・イヤーを獲得。チャウスは16位だった。
2006年2007年の2シーズンはダンロップタイヤの開発を兼ね、「ダンロップ・ヤマハ・テック３」として活動したが、パフォーマンスの低さに苦しめられ、2008年には元のミシュランに戻した。なおライダーは、2006年はカルロス・チェカとジェームス・エリソンでランキングはチェカ15位、エリソン18位。2007年はシルバン・ギュントーリと玉田誠でランキングはギュントーリが16位、玉田が18位だった。
2008年シーズンもライダーを一新し、両名ともスーパーバイク世界選手権で2度のチャンピオン経験を持つ、コーリン・エドワーズがワークスヤマハから移籍。もう１人は前年SBKのテンケイト・ホンダでチャンピオンを獲得したジェームス・トスランドのコンビで戦うことになった。またダンロップは前年で最高峰クラスより撤退したため、ノースポンサーで戦う事となった。ランキングはエドワーズが7位。トスランドが11位と、前年・前々年よりも大幅にアップした。
2009年はマシン・ライダー体制は変わらず、新たにアメリカの栄養ドリンク、モンスター・エナジーのスポンサーを得て、「モンスター・ヤマハ・テック3」としてシーズンを戦った。ランキングはエドワーズが5位。トスランドが14位だった。
2010年はトスランドに代わり、前年にヤマハ・イタリア・チームでスーパーバイク世界選手権のチャンピオンを獲得したベン・スピーズがチームに加入し、アメリカ人ライダーでペアをくむ事となった。またスピーズは年間ランキング6位でルーキー・オブ・ザ・イヤーを獲得した。エドワーズはランキング11位だった。
またこの年から新しく始まったMoto2クラスにもオリジナルマシンで参戦し、高橋裕紀が1勝を挙げてシリーズ12位、ラファエレ・デ・ロサが27位となった。
2011年はスピーズがワークスヤマハに移り、後釜として昨年のスピーズと同じヤマハ・イタリア・チームに所属しSBKランキング5位のカル・クラッチローがエドワーズのチームメイトを務めた。この年のランキングはエドワーズが9位。クラッチローは12位でルーキー・オブ・ザ・イヤーを獲得した。
。Moto2ではライダーが一新され、チーム・アスパーよりマイク・ディ・メッリオと、125ccからのステップアップでブラッドリー・スミスのペアとなった。。さらにザビエル・シメオンが地元テレビ局RTLの支援を受け、3台目のミストラル610を走らせた。ランキングはスミスが7位と検討したが、ディ・メッリオが23位、シメオンが26位と沈んだ。
2012年　2005年から7年間ヤマハに在籍し続けたエドワーズはこの年から新たに始まるCRTチームのフォワード・レーシングへ移籍。その後釜としてレプソル・ホンダよりアンドレア・ドヴィツィオーゾが加入となる。この年はチームの新たに1000cc化となった最初の年と言うのもあり、また2011年にロッシが加入したドゥカティの低迷もあり、ドヴィツィオーゾがランキング4位で、3位表彰台を6回獲得。クラッチローがランキング7位で3位表彰台を2回獲得。チームランキングでもドカティワークスを上回る3位と、過去最高の成績を残した1年だった。
Moto2クラスは昨年のスミス、ディ・メッリオ、シメオンの3台体制から、スミス、スメオンの2台体制となった。ランキングはスミスが9位。シメオンは22位でシーズンを終えた。
2013年　ドビツィオーゾはドゥカティ・ワークスへ移籍し、代わってMoto2よりブラッドリー・スミスが昇格し、クラッチローとイギリス人ペアを組む。4年目となるMoto2は、ダニー・ケントとルイ・ロッシがペアを組む。またイギリスで介護ホームを展開してる「Maria Mallaband Care Group (MMCG)」がスポンサーとなることが発表された。
2019年に20年間関わったヤマハに代わって、KTMがサプライヤーとなる。
2020年、昨年加入したミゲル・オリベイラがチーム373回目の出場で初優勝を飾る。
2022年はダカール・ラリーに出場したダニロ・ペトルッチとスーパーバイク世界選手権に出場予定のイケル・レクオナが放出され、レミー・ガードナーとラウル・フェルナンデスが加入。
2023年はKTM傘下でもあるガスガスが加わり、チーム名もガスガス・ファクトリーレーシング・テック3に変更された。ライダー体制も一新され、チームに復帰するポル・エスパルガロと2022年Moto2チャンピオンのアウグスト・フェルナンデスが加入した。
2025年はチーム名が2020年以来のレッドブルKTMテック3に戻る。